# Фазіл-бій
Фазіл-бій (1752 — 1758) — 14-й володар Бухарського ханства у 1758 році.

## Життєпис
Походив з династії Мангит. Син Нарбута-бія, та доньки Мухаммад-Рахім-хана. Народився 1752 року. Після смерті діда за материнською лінією у 1758 році отримав владу. Втім через малий вік фактичноо керував Даніял-бій1, стрийко Мухаммад-Рахім-хана, що отримав посаду аталика.
Невдовзі підняли заколоти накіби Ура-Тюбе, Гісара і Керміна. До них доєдналися повстання в Гузарі, Нураті, Байсуні, Ширабаді, Ходженті. Повсталі З Ходженту і Ура-Тюбе захопили та пограбували Самарканд. 
Данііял-бію вдалося придушити лише повстання в Керміні на чолі ізмухаммадом-Амін-ходжою. Невдовзізамирився з повсталими Ходженту. Втім у Бухарі стикнувся зі змовою Нарбута-бія, батька хана. Втім за посередництва шейхів вдалося припинити колотнечу. Фазіл-бія було позбавлено влади і разом з батьком відправлено до Карші, де той став місцевим беком. Того ж року Фазіла було вбито. Новим ханом став Абулгазі, онук Абу'л-Фаїз-хана.